# Emil Glöckner
Emil Glöckner (ur. 1895, zm. ?) – zbrodniarz nazistowski, członek załogi niemieckiego obozu koncentracyjnego Mauthausen-Gusen i SS-Unterscharführer.
Członek Waffen-SS. 25 września 1941 rozpoczął służbę w obozie głównym Mauthausen i pozostał tam do 30 listopada 1941 jako wartownik oraz instruktor dla strażników SS. Następnie przeniesiono go do podobozu Ebensee, gdzie do 5 maja 1945 kierował kantyną (z przerwą w lipcu i sierpniu 1943, gdy pełnił służbę w podobozie Wiener-Neudorf).
Emil Glöckner został osądzony w procesie załogi Mauthausen-Gusen (US vs. Heinrich Schmitz i inni przed amerykańskim Trybunałem Wojskowym w Dachau. Skazany został na 10 lat pozbawienia wolności za maltertowanie więźniów obozu Ebensee.